# Comuna Nicolaevca, Florești
Comuna Nicolaevca este o comună din raionul Florești, Republica Moldova. Este formată din satele Nicolaevca (sat-reședință) și Valea Rădoaiei.

## Demografie
Conform datelor recensământului din 2014, comuna are o populație de 923 de locuitori. La recensământul din 2004 erau 1.081 de locuitori.

## Administrație și politică
Componența Consiliului local Nicolaevca (9 consilieri), ales la 19 noiembrie 2023, este următoarea:
|  | Partid                                        | Consilieri | Componență | Componență | Componență | Componență | Componență | Componență | Componență |
|  | --------------------------------------------- | ---------- | ---------- | ---------- | ---------- | ---------- | ---------- | ---------- | ---------- |
|  | Partidul Socialiștilor din Republica Moldova  | 7          |            |            |            |            |            |            |            |
|  | Partidul Dezvoltării și Consolidării Moldovei | 2          |            |            |            |            |            |            |            |